# Ballspielverein Borussia 09 Dortmund II 2013-2014
Questa voce raccoglie le informazioni riguardanti il Ballspielverein Borussia 09 Dortmund II nelle competizioni ufficiali della stagione 2013-2014.

## Stagione
Nella stagione 2013-2014 il Borussia Dortmund II, allenato da David Wagner, concluse il campionato di 3. Liga al 14º posto.

## Rosa
| N. |                     | Ruolo | Calciatore        |
| -- | ------------------- | ----- | ----------------- |
| 1  | Germania (bandiera) | P     | Tim Hohmann       |
| 2  | Germania (bandiera) | D     | Jannik Bandowski  |
| 3  | Germania (bandiera) | D     | Marc Hornschuh    |
| 4  | Germania (bandiera) | D     | Marian Sarr       |
| 5  | Germania (bandiera) | D     | Thomas Meißner    |
| 7  | Germania (bandiera) | C     | Oğuzhan Kefkir    |
| 8  | Germania (bandiera) | A     | Nick Weber        |
| 9  | Germania (bandiera) | D     | Erik Durm         |
| 10 | Bulgaria (bandiera) | C     | Edisson Jordanov  |
| 11 | Germania (bandiera) | A     | Tammo Harder      |
| 12 | Ungheria (bandiera) | A     | Bálint Bajner     |
| 13 | Germania (bandiera) | A     | Marvin Ducksch    |
| 14 | Germania (bandiera) | D     | Dominik Nothnagel |
| 15 | Germania (bandiera) | C     | Tim Treude        |
| 16 | Belgio (bandiera)   | C     | Jérémy Serwy      |
| 17 | Turchia (bandiera)  | C     | Ufuk Özbek        |

| N. |                      | Ruolo | Calciatore        |
| -- | -------------------- | ----- | ----------------- |
| 18 | Germania (bandiera)  | C     | Evans Nyarko      |
| 19 | Germania (bandiera)  | A     | Timmy Thiele      |
| 20 | Germania (bandiera)  | A     | Julian Derstroff  |
| 22 | Turchia (bandiera)   | C     | Burak Çamoğlu     |
| 24 | Germania (bandiera)  | C     | David Solga       |
| 27 | Germania (bandiera)  | C     | Linus Schewior    |
| 29 | Australia (bandiera) | C     | Mustafa Amini     |
| 30 | Germania (bandiera)  | P     | Hendrik Bonmann   |
| 33 | Germania (bandiera)  | P     | Zlatan Alomerović |
| 34 | Germania (bandiera)  | C     | Jonas Hofmann     |
| 36 | Tunisia (bandiera)   | C     | Jeremy Dudziak    |
| 40 | Germania (bandiera)  | P     | Johannes Focher   |
| 51 | Germania (bandiera)  | C     | Pascal Stenzel    |
| 52 | Giappone (bandiera)  | C     | Mitsuru Maruoka   |
| 53 | Finlandia (bandiera) | A     | Tim Väyrynen      |

## Organigramma societario
Area tecnica
- Allenatore: David Wagner
- Allenatore in seconda: Christoph Bühler
- Preparatore dei portieri: Matthias Kleinsteiber
- Preparatori atletici: Andreas Schlumberger, Martin Spohrer, Chris Domogalla, Mike Muretic, Swantje Thomßen

## Calciomercato

### Sessione estiva
| Acquisti | Acquisti          | Acquisti              | Acquisti |
| R.       | Nome              | da                    | Modalità |
| -------- | ----------------- | --------------------- | -------- |
| P        | Johannes Focher   | Sturm Graz            |          |
| A        | Nick Weber        | Norimberga            |          |
| A        | Julian Derstroff  | Kaiserslautern        |          |
| P        | Hendrik Bonmann   | Rot-Weiss Essen       |          |
| D        | Marcel Deelen     | Borussia Dortmund U19 |          |
| A        | Tammo Harder      | Schalke 04 U19        |          |
| C        | Edisson Jordanov  | Hansa Rostock         |          |
| C        | Oğuzhan Kefkir    | Alemannia Aquisgrana  |          |
| D        | Dominik Nothnagel | Borussia Dortmund U19 |          |
| C        | Evans Nyarko      | Fortuna Düsseldorf    |          |
| C        | Ufuk Özbek        | Saarbrücken           |          |
| C        | Jérémy Serwy      | White Star Bruxelles  |          |
| C        | David Solga       | Dinamo Dresda         |          |
| A        | Timmy Thiele      | Alemannia Aquisgrana  |          |

| Cessioni | Cessioni            | Cessioni                 | Cessioni |
| R.       | Nome                | a                        | Modalità |
| -------- | ------------------- | ------------------------ | -------- |
| C        | Marvin Bakalorz     | Eintracht Francoforte II |          |
| D        | Jannik Bandowski    | Borussia Dortmund        |          |
| C        | Ensar Baykan        | Dardanel                 |          |
| C        | Rico Benatelli      | Erzgebirge Aue           |          |
| C        | Kerem Demirbay      | Amburgo                  |          |
| A        | Erik Durm           | Borussia Dortmund        |          |
| C        | Konstantin Fring    | Rot-Weiss Essen          |          |
| D        | Marcel Halstenberg  | St. Pauli                |          |
| C        | Jonas Hofmann       | Borussia Dortmund        |          |
| D        | Florian Hübner      | Sandhausen               |          |
| A        | Christian Knappmann | Rot-Weiss Essen          |          |
| D        | Tim Kübel           | Schalke 04 II            |          |
| P        | Edin Pepic          | Homburg                  |          |
| D        | Hervenogi Unzola    | Sportfreunde Lotte       |          |

### Sessione invernale
| Acquisti | Acquisti        | Acquisti     | Acquisti |
| R.       | Nome            | da           | Modalità |
| -------- | --------------- | ------------ | -------- |
| A        | Tim Väyrynen    | Honka        |          |
| C        | Mitsuru Maruoka | Cerezo Osaka |          |

| Cessioni | Cessioni      | Cessioni         | Cessioni |
| R.       | Nome          | a                | Modalità |
| -------- | ------------- | ---------------- | -------- |
| D        | Marcel Deelen | Viktoria Colonia |          |

## Risultati

### 3. Liga

#### Girone di andata
| Arbitro: | Glasmacher |

|             |           |  |
| Ducksch 53’ | Marcatori |  |

| Arbitro: | Wingenbach |

|              |           |  |
| Grimaldi 31’ | Marcatori |  |

| Arbitro: | Weickenmeier |

|                                            |           |                            |
| Derstroff 3’, 29’ Hornschuh 36’ Kefkir 83’ | Marcatori | 45’ Bichler 90’ Welzmüller |

| Arbitro: | Ittrich |

|                                                          |           |  |
| Schnatterer 23’ Nyarko 68’ (aut.) Sökler 76’ Morabit 79’ | Marcatori |  |

| Arbitro: | Jablonski |

|                  |           |                       |
| Solga 82’ (rig.) | Marcatori | 74’ Schmid 85’ Müller |

| Arbitro: | Göpferich |

|                         |           |  |
| Pfeffer 70’ Förster 83’ | Marcatori |  |

| Arbitro: | Unger |

|             |           |                      |
| Onuegbu 45’ | Marcatori | 8’ Ducksch 32’ Amini |

| Arbitro: | Bandurski |

|               |           |                      |
| Bandowski 11’ | Marcatori | 20’ (aut.) Bandowski |

| Arbitro: | Heft |

|            |           |                  |
| Savran 29’ | Marcatori | 55’, 88’ Ducksch |

| Arbitro: | Reichel |

|               |           |           |
| Hornschuh 33’ | Marcatori | 45’ Korte |

| Arbitro: | Gerach |

|                                                   |           |  |
| Marchese 15’ (rig.), 77’ (rig.) Kefkir 48’ (aut.) | Marcatori |  |

| Arbitro: | Badstübner |

|                                      |           |  |
| Harder 11’, 77’ Solga 79’ Bajner 85’ | Marcatori |  |

| Arbitro: | Göpferich |

|                                             |           |  |
| Grote 9’ (rig.) Taylor 65’ Piossek 80’, 84’ | Marcatori |  |

| Arbitro: | Aarnink |

|                               |           |            |
| Jordanov 20’ Ducksch 48’, 53’ | Marcatori | 69’ Benčík |

| Arbitro: | Stein |

|             |           |  |
| Poulsen 12’ | Marcatori |  |

| Arbitro: | Mix |

|  |           |                                 |
|  | Marcatori | 28’ Wiegel 75’ Göbel 77’ Tunjić |

| Arbitro: | Kampka |

|           |           |            |
| Röser 72’ | Marcatori | 48’ Harder |

| Arbitro: | Unger |

|             |           |            |
| Ducksch 87’ | Marcatori | 42’ Heider |

| Arbitro: | Reichel |

|  |           |                                                         |
|  | Marcatori | 20’ (aut.) Itoua 23’, 38’ Harder 68’ Ducksch 71’ Treude |

#### Girone di ritorno
| Arbitro: | Stein |

|             |           |                 |
| Schwenk 84’ | Marcatori | 54’, 71’ Bajner |

| Arbitro: | Brand |

|                    |           |                            |
| Ducksch 60’ (rig.) | Marcatori | 62’ Ornatelli 76’ Grimaldi |

| Arbitro: | Glasmacher |

|                         |           |             |
| Voglsammer 13’ Hack 90’ | Marcatori | 25’ Ducksch |

| Arbitro: | Kempter |

|  |           |                                     |
|  | Marcatori | 14’ Göhlert 19’ Bagceci 84’ Morabit |

| Arbitro: | Giese |

|                             |           |            |
| Windmüller 61’ Dressler 73’ | Marcatori | 35’ Nyarko |

| Arbitro: | Dittrich |

|                               |           |  |
| Ducksch 20’, 42’ Jordanov 62’ | Marcatori |  |

| Arbitro: | Heft |

|                        |           |  |
| Treude 9’ Väyrynen 90’ | Marcatori |  |

| Arbitro: | Dietz |

|                                |           |  |
| Stroh-Engel 3’, 74’ Berzel 13’ | Marcatori |  |

| Arbitro: | Schriever |

|  |           |            |
|  | Marcatori | 40’ Blacha |

| Arbitro: | Petersen |

|  |           |                 |
|  | Marcatori | 6’ (rig.) Solga |

| Arbitro: | Jablonski |

|            |           |              |
| Thiele 84’ | Marcatori | 69’ Marchese |

| Halle 26 marzo 2014, ore 18:40 CET 31ª giornata | Hallescher | 0 – 0 referto | Borussia Dortmund II | Erdgas Sportpark (9 029 spett.)\| Arbitro: \| Göpferich \| |
| Arbitro:                                        | Göpferich  |               |                      |                                                            |

| Arbitro: | Wingenbach |

|              |           |           |
| Jordanov 53’ | Marcatori | 63’ Grote |

| Burghausen 5 aprile 2014, ore 14:00 CEST 33ª giornata | Wacker Burghausen | 0 – 0 referto | Borussia Dortmund II | Wacker-Arena (2 500 spett.)\| Arbitro: \| Weickenmeier \| |
| Arbitro:                                              | Weickenmeier      |               |                      |                                                           |

| Arbitro: | Reichel |

|                            |           |                              |
| Treude 32’ Harder 36’, 48’ | Marcatori | 18’, 80’ Frahn 84’ Heidinger |

| Arbitro: | Gerach |

|                                              |           |            |
| Engelhardt 50’ Brandstetter 51’ Kammlott 83’ | Marcatori | 85’ Thiele |

| Arbitro: | Schröder |

|          |           |                                               |
| Sarr 39’ | Marcatori | 49’ Jänicke 62’ Herzig 72’, 81’ Schnellbacher |

| Kiel 3 maggio 2014, ore 13:30 CEST 37ª giornata | Holstein Kiel | 0 – 0 referto | Borussia Dortmund II | Holstein-Stadion (7 716 spett.)\| Arbitro: \| Stein \| |
| Arbitro:                                        | Stein         |               |                      |                                                        |

| Arbitro: | Kampka |

|                                      |           |  |
| Jordanov 17’ Harder 37’ Väyrynen 70’ | Marcatori |  |

## Statistiche

### Statistiche di squadra
| Competizione | Punti | In casa | In casa | In casa | In casa | In casa | In casa | In trasferta | In trasferta | In trasferta | In trasferta | In trasferta | In trasferta | Totale | Totale | Totale | Totale | Totale | Totale | DR |
| Competizione | Punti | G       | V       | N       | P       | Gf      | Gs      | G            | V            | N            | P            | Gf           | Gs           | G      | V      | N      | P      | Gf     | Gs     | DR |
| ------------ | ----- | ------- | ------- | ------- | ------- | ------- | ------- | ------------ | ------------ | ------------ | ------------ | ------------ | ------------ | ------ | ------ | ------ | ------ | ------ | ------ | -- |
| 3. Liga      | 46    | 19      | 7       | 6       | 6       | 31      | 26      | 19           | 5            | 4            | 10           | 16           | 29           | 38     | 12     | 10     | 16     | 47     | 55     | -8 |
| Totale       | 46    | 19      | 7       | 6       | 6       | 31      | 26      | 19           | 5            | 4            | 10           | 16           | 29           | 38     | 12     | 10     | 16     | 47     | 55     | -8 |

### Andamento in campionato
| Giornata  | 1 | 2  | 3 | 4  | 5  | 6  | 7  | 8  | 9  | 10 | 11 | 12 | 13 | 14 | 15 | 16 | 17 | 18 | 19 | 20 | 21 | 22 | 23 | 24 | 25 | 26 | 27 | 28 | 29 | 30 | 31 | 32 | 33 | 34 | 35 | 36 | 37 | 38 |
| --------- | - | -- | - | -- | -- | -- | -- | -- | -- | -- | -- | -- | -- | -- | -- | -- | -- | -- | -- | -- | -- | -- | -- | -- | -- | -- | -- | -- | -- | -- | -- | -- | -- | -- | -- | -- | -- | -- |
| Luogo     | C | T  | C | T  | C  | T  | T  | C  | T  | C  | T  | C  | T  | C  | T  | C  | T  | C  | T  | T  | C  | T  | C  | T  | C  | C  | T  | C  | T  | C  | T  | C  | T  | C  | T  | C  | T  | C  |
| Risultato | V | P  | V | P  | P  | P  | V  | N  | V  | N  | P  | V  | P  | V  | P  | P  | N  | N  | V  | V  | P  | P  | P  | P  | V  | V  | P  | P  | V  | N  | N  | N  | N  | N  | P  | P  | N  | V  |
| Posizione | 4 | 10 | 7 | 10 | 12 | 16 | 14 | 15 | 11 | 12 | 15 | 11 | 13 | 10 | 13 | 14 | 13 | 14 | 11 | 11 | 9  | 13 | 15 | 17 | 14 | 11 | 13 | 15 | 13 | 14 | 13 | 13 | 13 | 14 | 14 | 15 | 15 | 14 |

Legenda:

Luogo: C = Casa; T = Trasferta. Risultato: V = Vittoria; N = Pareggio; P = Sconfitta.

### Statistiche dei giocatori
| Z. Alomerović | 31 | 0  | 3 | 1 |
| M. Amini      | 15 | 1  | 4 | 0 |
| B. Bajner     | 29 | 3  | 1 | 0 |
| J. Bandowski  | 17 | 1  | 1 | 0 |
| H. Bonmann    | 4  | 0  | 0 | 0 |
| M. Deelen     | 4  | 0  | 0 | 0 |
| J. Derstroff  | 18 | 2  | 1 | 0 |
| M. Ducksch    | 26 | 12 | 5 | 0 |
| J. Dudziak    | 12 | 0  | 1 | 0 |
| E. Durm       | 2  | 0  | 0 | 0 |
| J. Focher     | 4  | 0  | 1 | 0 |
| K. Günter     | 8  | 0  | 0 | 1 |
| T. Harder     | 32 | 8  | 4 | 0 |
| J. Hofmann    | 1  | 0  | 1 | 0 |
| T. Hohmann    | 0  | 0  | 0 | 0 |
| M. Hornschuh  | 36 | 2  | 4 | 0 |
| E. Jordanov   | 35 | 4  | 1 | 1 |
| O. Kefkir     | 29 | 1  | 4 | 0 |
| O. Kirch      | 2  | 0  | 0 | 0 |
| M. Maruoka    | 8  | 0  | 1 | 0 |
| T. Meißner    | 36 | 0  | 7 | 1 |
| D. Nothnagel  | 15 | 0  | 1 | 0 |
| E. Nyarko     | 33 | 1  | 5 | 0 |
| M. Sarr       | 25 | 1  | 2 | 0 |
| L. Schewior   | 0  | 0  | 0 | 0 |
| J. Schieber   | 1  | 0  | 0 | 0 |
| J. Serwy      | 6  | 0  | 0 | 0 |
| D. Solga      | 32 | 3  | 8 | 1 |
| P. Stenzel    | 0  | 0  | 0 | 0 |
| T. Thiele     | 7  | 2  | 0 | 0 |
| T. Treude     | 34 | 3  | 7 | 0 |
| T. Väyrynen   | 8  | 2  | 1 | 0 |
| N. Weber      | 5  | 0  | 1 | 0 |
| B. Çamoğlu    | 0  | 0  | 0 | 0 |
| U. Özbek      | 8  | 0  | 1 | 0 |